# Astragalus vesicarius pastellianus
Astragalus vesicarius subsp. pastellianus es una  subespecie de Astragalus vesicarius, una planta herbácea de la familia de las leguminosas. Se encuentra en Europa.

## Distribución
Es una planta herbácea perennifolia cespitosa, que se encuentra en la estepa,  en los Alpes de Francia.

## Taxonomía
Astragalus vesicarius subsp. pastellianus fue descrita por (Pollini) Arcang.
Sinonimia
- Astragalus leucanthus Dalla Torre & Sarnth.
- Astragalus pastellianus Pollini
- Astragalus venostanus Fritsch
- Astragalus vesicarius var. leucanthus (Dalla Torre & Sarnth.) Gams
- Astragalus vesicarius var. luxurians Bertol.
- Astragalus vesicarius var. pastellianus (Pollini) Pollini[4]